# Tomosvaryella olympicola
Tomosvaryella olympicola är en tvåvingeart som först beskrevs av Emile Janssens 1955.  Tomosvaryella olympicola ingår i släktet Tomosvaryella och familjen ögonflugor. Inga underarter finns listade i Catalogue of Life.